# ميكلوس زالاي
ميكلوس زالاي (بالمجرية: Szalay Miklós)‏ هو لاعب كرة قدم ومدرب كرة قدم مجري في مركز الوسط، ولد في 6 ديسمبر 1946 في سالجوتارجان في المجر. لعب مع نادي سالجوتارجاني ‏.

## وصلات خارجية
- ميكلوس زالاي على موقع قاعدة بيانات كرة القدم.إي يو (الإنجليزية)
- ميكلوس زالاي على موقع ناشيونال فوتبول تيمز (الإنجليزية)
- ميكلوس زالاي على موقع عالم كرة القدم.نت (الإنجليزية)
- ميكلوس زالاي على موقع أوليمبيديا (الإنجليزية)